# Nirgendland
Nirgendland ist ein deutscher Dokumentarfilm von Helen Simon über den erschütternden Fall eines sexuellen Missbrauchs. Der Film hatte seine Premiere am 30. April 2014 beim Internationalen Dokumentarfilmfestival in Toronto. Der Kinostart in Deutschland war am 2. April 2015.

## Inhalt
Der Film porträtiert eine Frau, Mitte 50, die jahrelang von ihrem Vater sexuell missbraucht wurde, ihre Erfahrungen jedoch verdrängte und den Vater verherrlichte. Als auch ihre eigene Tochter von ihm missbraucht wurde, zeigt sie ihn doch an. Vor Gericht schenkt man ihr jedoch keinen Glauben, der Vater wurde freigesprochen. Daraufhin nahm sich die Tochter das Leben.

## Kritik
Der Filmdienst urteilte, der Film „bricht die persönliche Erzählung der Frau immer wieder durch weitere Quellen auf und vermittelt überzeugend die widersprüchlichen Angst- und Schuldgefühle missbrauchter Menschen“.

## Auszeichnungen
- 2014: Viktor DOK.deutsch beim DOK.fest München 2014[4]
- 2014: Best Student Documentary beim Internationalen Dokumentarfilm Festival Amsterdam